# Alexander Fischer (Bürgermeister)
Alexander Fischer (* 18. Dezember 1963 in Wuppertal) ist ein deutscher Politiker (SPD). Er war von 2009 bis 2020 hauptamtlicher Bürgermeister der westfälischen Kreisstadt Höxter.

## Leben
Alexander Fischer studierte Wirtschafts- und Rechtswissenschaft an der Bergischen Universität Wuppertal und der Westfälischen Wilhelms-Universität Münster. 1995 eröffnete er eine Anwaltskanzlei in Höxter mit den Schwerpunkten Bußgeldangelegenheiten, Straf-, Verkehrs- und Vertragsrecht. Seit 2004 war er Mitglied des Stadtrates der Stadt Höxter.
Er hat eine Tochter.

## Bürgermeisteramt
Nachdem der CDU-Bürgermeister Hermann Hecker in den Ruhestand gegangen war, wurde Alexander Fischer 2009 mit 38,46 Prozent der gültigen Stimmen zum Bürgermeister der Stadt Höxter gewählt. Damit hatte Höxter zum ersten Mal seit 1946 einen SPD-Bürgermeister. Fischer war vorher einer der stellvertretenden Bürgermeister von Höxter gewesen. 2014 wurde er mit 57,96 Prozent der gültigen Stimmen wiedergewählt in einer Stichwahl, die er gegen den ehemaligen niedersächsischen Innenminister Uwe Schünemann gewann. Ein Jahr vor Ablauf seiner Amtszeit verkündet er seine Entscheidung nicht bei der nächsten Wahl wieder anzutreten, da er sich beruflich anders orientieren möchte. Von seiner Entscheidung nicht mehr anzutreten trat er zurück, scheiterte jedoch bei der Bürgermeisterwahl 2020 als parteiloser Kandidat und wurde damit abgewählt. Sein Nachfolger in Höxter wurde der parteilose Daniel Hartmann.